# Klemens Schroeder
Klemens Schroeder (ur. 8 sierpnia 1914 w Strzepczu, zm. 21 maja 1967) – polski rolnik, poseł na Sejm PRL III kadencji.

## Życiorys
Uzyskał wykształcenie średnie, prowadził własne gospodarstwo rolne w Strzepczu. W 1961 uzyskał mandat posła na Sejm PRL w okręgu Gdynia. W trakcie kadencji zasiadał w Komisji Rolnictwa i Przemysłu Spożywczego oraz w Komisji Spraw Wewnętrznych.
Pochowany na cmentarzu w Strzepczu z żoną Marią (1907–1964).